# Лонардо, Джозеф
Джозеф Лонардо (англ. Joseph Lonardo; 20 октября 1884, Ликата, Агридженто, Сицилия, Италия — 13 октября 1927, Кливленд, Огайо, США), также известный как «Большой Джо» (англ. Big Joe) — италоамериканский гангстер сицилийского происхождения, первый босс преступной семьи Кливленда, которую он же и сформировал из ряда организованных преступных группировок кливлендского района Литтл Итали. Когда в 1920 году вступил в силу «сухой закон», Лонардо и три его брата (Фрэнк, Джон и Доминик) стали снабжать бутлегеров в Кливленде и его окрестностях кукурузным сахаром и дрожажми, важными ингредиентами при производстве самогона. Используя запугивание, убийства и кражи, чтобы устранить или вытеснить конкурентов, Лонардо стал «сахарным бароном», сумев со временем создать региональную монополию.
Пользуясь поддержкой семьи Д'Аквилло в Нью-Йорке и активно подкупая судей, полицию и политиков, Лонардо смог создать мощную организованную преступную семью. Но со временем зависимость его преступной организации от производства кукурузного самогона привела к падению доходов, когда потребители стали отдавать предпочтение более качественному, контрабандному спиртному. Лонардо начал требовать беспрекословной лояльности, перекладывая все риски на других, тем самым оттолкнув многих бутлегеров, домашних винокуров и деятелей организованной преступности.
Контроль Лонардо над кливлендской мафией был узурпирован в 1927 году его заместителем Сальваторе «Чёрный Сэм» Тодаро и братьями Поррелло, которые воспользовались отъездом «Большого Джо» на Сицилию. Когда Лонардо вернулся в Кливленд, то попытался восстановить контроль над кливлендской мафией. Его телохранители были арестованы как подозреваемые в убийствах Йоркелла и Браунштейна, в результате чего Лонардо остался без защиты. 13 октября 1927 года он был убит в парикмахерской братьев Поррелло, вероятно, по приказу «Чёрного Сэма» Тодаро. Смерть Лонардо спровоцировала в Кливленде так называемую сахарную войну» (англ. Sugar Wars).

## Начало жизни
Джозеф Лонардо родился 20 октября 1884 года в Ликате (Сицилия) в семье Анджело и Антонии (урождённой Верди) Лонардо. У него было три брата, Доминик, Фрэнк и Джон, и сестра. Братья Лонардо работали на серном руднике недалеко от Ликаты, там они и познакомились с семью братьями Поррелло, сыновьями Анджело Поррелло, который управлял рудником.
Лонардо эмигрировал в Соединённые Штаты 4 февраля 1901 года и поселился в районе Маленькая Италия в Нью-Йорке. Вскоре после этого в США перебрались трое его братьев и сестра.
В 1905 году Лонардо переехал в Кливленд. 14 августа 1914 года он стал натурализованным гражданином. Сначала Лонардо работал в различных комиссионных домах, затем зарабатывал на жизнь продажей фруктов, а позже открыл кондитерскую. К началу 1920-х годов в бизнесе Джозефа работали его братья Фрэнк и Джон, а также друг семьи Сальваторе «Чёрный Сэм» Тодаро. Многие члены семьи Поррелло также эмигрировали в США и поселились в Кливленде. Среди них был Джозеф Поррелло, который нашёл работу в кондитерском бизнесе Лонардо. К 1924 году Лонардо сотрудничал с Тодаро в открытии продуктового магазина.

## Криминальная карьера
Лонардо и его братья изначально были легальными бизнесменами, торговавшими продуктами, но вскоре занялись вымогательством и грабежом. Криминальная карьера Джозефа Лонардо началась вскоре после переезда в Кливленд. Уже в 1906 году он был осуждён за нападение при отягчающих обстоятельствах и нанесение ножевого ранения мужчине и заключён на 22 месяца в тюрьму штата Огайо. Вскоре после освобождения Джозеф был арестован за грабеж, но обвинение так и не было предъявлено. В 1909 году его вновь арестовали за грабёж, и вновь не предъявили обвинения. В 1916 году Джозеф Лонардо застрелил человека во время ссоры, но большое жюри отказалось предъявить ему обвинение. Полиция подозревала, что он был причастен к ряду грабежей, а к 1924 году полагала, что он также совершил два убийства, но его так и не арестовали ни за одно из этих предполагаемых преступлений.
В 1913 году в кливлендском районе Литтл Итали сформировалась итало-американская банда, известная как Банда Мейфилд-роуд (англ. Mayfield Road Mob). Консильери Питтсбургской семьи Никола Джентиле, известный как «летописец мафии», который был близким другом и деловым партнёром Джозефа Лонардо, утверждал что в банде преобладали выходцев из сицилийской Ликаты. Поначалу основным источником дохода для Банды Мейфилд-роуд был крышевание. Преступная деятельность Джозефа Лонардо долгое время ограничивалась мелкими преступлениями, но как только начался «сухой закон», он и его братья активизировали свою деятельность, сумев подчинить себе Банду Мейфилд-роуд и превратив её в доминирующую в Кливленде преступную организацию.

### Начало «сухого закона»
В Огайо «сухой закон» начал действовать 27 мая 1919 года, почти на полгода раньше чем на всей территории Соединённых Штатов. В первые несколько лет сухого закона производство пива и спиртных напитков в домашних условиях росло в геометрической прогрессии. Джозеф Лонардо и его братья стали снабжать бутлегеров Кливленда и окрестностей кукурузным сахаром и дрожжами, необходимыми для производства самогона, сумев со временем создать региональную монополию В результате, к 1920 году Лонардо пользовался таким уважением в стране среди других организованных преступных группировок, что младший босс семьи Буффало Анджело Палмери попросил Лонардо стать крёстным отцом его дочери.
В то время как Джозеф Лонардо создавал и укреплял итало-американский преступный клан, одновременно формировался Еврейско-кливлендский синдикат (англ. Jewish-Cleveland Syndicate). Созданный Мо Далицем, Морисом Клейнманом, Луисом Роткопфом и Сэмом Такером, Кливлендский синдикат представлял собой группу еврейских мафиози, базировавшихся в Кливленде и Акроне, которые, среди прочего, занимались бутлегерством, азартными играми и контрабандой предметов роскоши. Кливлендский синдикат предпочитал отдавать часть своей прибыли мафиози из других преступных организаций, которые затем выполняли фактическую работу по бутлегерству или управлению игорными заведениями. В первые дни «сухого закона» Кливлендский синдикат добился доминирования в бутлегерстве в Кливленде, но затем стал партнёром Банды Мэйфилд-роуд, которая занималась большей частью (но не всем) бутлегерством для Синдиката.. Помимо поставок сахара и дрожжей для бутлегеров, Джозеф Лонардо и его семья занималась контрабандой высококачественных спиртных напитков из Канады на северо-восток Огайо и северо-запад Пенсильвании, что принесло существенную прибыль тем, кто в этом участвовал.
Начиная с 1924 года, Лонардо начал кампанию запугивания и убийств, чтобы получить контроль над большей частью бутлегерства на северо-востоке Огайо. Барьеры для входа в нелегальную индустрию спиртных напитков были низкими, а это означало, что Лонардо мог снизить конкуренцию, но не устранить её полностью. В своих усилиях Лонардо полагался на братьев и друзей, включая Сальваторе Тодаро, своего старшего лейтенанта; Фрэнк Милано, один из лидеров Банды Мэйфилд-роуд; и гангстеров Джон Ангерсола, Чарльз Коллетти, Лоуренс Лупо и Чарльз Руссо. Частью преступного клана Лонардо также стали Сальваторе «Сэм» Тилокко и братья Поррелло.

### Сахарный барон: 1925–1926 годы
Когда запасы алкоголя сделанные ещё до введения «сухого закона» были исчерпаны, на северо-востоке Огайо стал популярным кукурузный виски, который до этого производился в небольших масштабах Важнейшие ингредиенты при производстве кукурузного виски — кукурузный сахар и дрожжи. Контроль над производством поставками кукурузного сахара и дрожжей, а также над распространением произведённого нелегального алкоголя имели решающее значение для любого, кто стремился доминировать в нелегальной индустрии спиртных напитков.
По сути, Лонардо создал целую отрасль по производству нелегального кукурузного виски. Он и его братья вкладывали прибыль от предыдущей преступной деятельности в производство кукурузного сахара, полностью легальное предприятие. Лонардо приобрёл склад на Вудленд-авеню и Восточной 9-й улице, на который свозили алкоголь для последующего распределения среди покупателей. Тодаро управлял складом, следил за бухгалтерией и помогал подпольным производителям приобретать и устанавливать перегонные кубы. Фрэнк Лонардо отвечал за сбор кукурузного виски и его распространение среди покупателей.
Бизнес строился следующим образом. Лонардо поставлял домашним винокурням сахар, те продавали произведённый ими виски Банде Мейфилд-роуд, которая, в свою очередь, перепродавала алкоголь по высоким ценам хозяевам спикизи. При этом Лонардо поставлял сахар в кредит, что способствовало расширению домашней дистилляции и вытеснило большинство легальных торговцев кукурузным сахаром из бизнеса. Система надомного производства позволяла рассредоточить операции по дистилляции, чтобы ни один рейд правоохранительных органов не мог нанест серьёзный ущерб бизнесу. Подавляющее большинство домашних дистилляторов, которые работали с Лонардо, были иммигрантами, что затрудняло работу правоохранительных органов. К 1925 году власти признали, что домашнее винокурение стало настолько распространённым явлением, что превратилось в серьёзную проблему.
Производство кукурузного сахара принесло Лонардо огромное состояние Личная прибыль Лонардо от этой отрасли оценивалась в 5000 долларов (100 000 долларов в долларах 2021 года) в неделю. Он стал первым «сахарным бароном» в Кливленде, и это, в свою очередь, позволило ему стать боссом преступного мира Кливленда. Чтобы вытеснить из бизнеса конкурентов Лонардо использовал запугивание и убийства, а также практиковал захват чужих партий спиртных напитков, кражу спиртных напитков со складов, арендованных другими бандами и даже информировал полиции о том, где конкуренты хранят спиртные напитки или как они их перевозят. По приказу Лонардо члены банды Мэйфилд-роуд убивали торговцев кукурузным сахаром и бутлегеров, не желавших работать с их боссом, получая по сообщениям полиции фиксированную плату в размере 25 долларов (395 долларов в долларах 2021 года) за убийство. Лонардо использовал ту же тактику чтобы не давать домашним производителям спиртных напитков от продажи своей продукции напрямую в спикизи и заставлять розничных торговцев продавать спиртные напитки по максимально возможной цене. Когда у его лучших покупателей кукурузного сахара возникали проблемы с законом, Лонардо часто жертвовал деньги на адвокатов и внесение залога. По мере того, как работа полиции улучшалась, Банда Мейфилд-роуд укрепляла свою организацию и продвигала гангстеров с сильным характером и большим талантом на руководящие должности. Лонардо и его организация также практиковали широкомасштабный подкуп судей, полиции и политиков.
Влияние Банды Мейфилд-роуд не ограничивалось Кливлендом. В Акроне, большом промышленном городе в 40 милях (64 км) к югу, ввоз нелегальных спиртных напитков и операции по перегонке на дому (но не продажу кукурузного сахара) контролировали от её имени Фрэнк Беллини и Майкл Корчелли, которые были верны Лонардо.

### Глава семьи
Политэкономист Деннис Маккарти считает, что кливлендская мафия прошла три этапа: начальный, когда соперничающие группировки боролись друг с другом за власть; второй этап, когда они то сотрудничали, то соперничали; и третий этап, когда могущественный босс доминировал над всеми группами, а мафия действовала скорее как единая организация. По его мнению, Банда Мэйфилд-роуд под руководством Лонардо типична для начального этапа.
Лонардо и Банда Мэйфилд-роуд стали настолько сильными в Кливленде, что другие мафиозные семьи начали интересоваться тем, что происходит в городе. «Сухой закон» также побудил гораздо более влиятельные семьи Нью-Йорка устанавливать связи с преступными кланами в других городах, чтобы обеспечить надёжные и поставки нелегального спиртного. Среди многих друзей, которых Лонардо завёл, пока недолго жил в Нью-Йорке, было те, кто позже стали важными мафиози, в том числе Никола «Дядя Кола» Джентиле (в 1930-х консильери питтсбурсгкой семьи, сыграл важную роль в поддержании мира среди преступных кланов и помогший создать мафиозную Комиссию в 1931 году) и Сальваторе «Тото» Д'Аквила. Д'Аквила, который быстро расширял своё влияние и претендовал на статус «босса боссов», решил поддержать Лонардо в его усилиях утвердиться в качестве единственного босса в Кливленде. По словам Джентиле, Лонардо «поклонялся» Д'Аквиле «как богу» и был одним из самых его ярых сторонников Д’Акуилы, хотя Тото и был склонен убивать соратников, которые становились слишком богатыми и могущественными.
Установив монополию на производство кукурузного сахара и кукурузного виски, а также при поддержке семьи Д'Аквилы, Тодаро и братьев Поррелло Лонардо стал первым известным боссом преступного клана Кливленда. Лонардо обычно считался эффективным боссом. Он умело преодолевал сопротивление своей деятельности, поддерживал хорошие отношения с жителями Маленькой Италии, помогая разрешать их споры и жертвуя деньги нуждающимся. При этом Лонардо, понимая в каком шатком положении находится, очень редко появлялся на публике без телохранителей, среди которых были Чарльз Коллетти и Лоуренс Лупо.
Возглавив мафию Кливленда Лонардо столкнулся с новыми проблемами. Со временем он пришёл к выводу, что его приказы будут исполнено беспрекословно и без необходимости применения силы. Многие из конкурентов, а также некоторые из подчинённых стали считать, что Большой Джо становится высокомерным. Возникли проблемы и с бутлегерством. Система кустарного производства кукурузного виски не могла обеспечивать стабильное качество, и к середине 1920-х годов многие потребители предпочитали покупать более качественные спиртные напитки, незаконно ввезённые из Канады. Это нанесло ущерб рынку кукурузного виски, сократив доходы мафии. Улучшения в работе правоохранительных органов также вызвали у многих беспокойство. Тем временем Лонардо по прежнему требовал долю от прибыли от продажи кукурузного виски, сам почти ничем не рискуя. По мере того, как всё больше и больше бутлегеров попадали в тюрьму, количество людей, желающих делать кукурузный виски, падало (ещё больше снижая доход). Некоторые бутлегеры пытались обмануть мафию, продавая или закупая спиртные напитки на стороне; многие из этих людей были убиты. Некоторые продавцы кукурузного виски лгали о продажах и размере прибыли, которую они получали, лишая Лонардо и Банду Мэйфилд-роуд дохода. Многие из этих людей также были убиты. Всё больше и больше производителей и продавцов кукурузного виски присоединялись к итало-американской банде братьев Поррелло, которая сформировалась недалеко от пересечения Вудленд-авеню и Восточной 55-й улицы.

## Борьба за лидерство
В начале 1920-х годов в Нью-Йорке Джузеппе «Джо Босс» Массерия бросил вызов Тото Д'Аквиле, желая стать «боссом боссов». Не ограничившись Нью-Йорком, Массерия начал борьбу против союзников Д'Аквилы по всей стране. Особый интерес он проявил к Кливленду, где проживали его многочисленные родственники, а родной брат был членом Банды Мэйфилд-роуд.
В 1924 году Джозеф Поррелло и шесть его братьев объединили свои деньги и начали также продавать кукурузный сахар. К 1926 году они купили несколько домов и складов на пересечении Вудленд-авеню и Восточной 110-й улицы и разбогатели, поставляя кукурузный сахар производителям спиртных напитков. Поррелло были единственными крупными поставщиками кукурузного сахара, кроме Лонардо, который запугал или устранил почти всех других конкурентов. «Большой Джо» не трогал Поррелло только потому, что они были его давними друзьями Но усиливающаяся конкуренция и падение доходов от производства кукурузного виски осложняли отношения между Лонардо и Порелло. Тодаро тоже был недоволен «Большим Джо». Несмотря на то, что он в значительной степени руководил бизнесом по производству кукурузного сахара Лонардо, он не разбогател.
Отношения между Лонардо и Поррелло ухудшились из-за ареста Рэмонда Порелло. Полиция посчитала принадлежащую Поррелло парикмахерскую на Вудленд-авеню прикрытием для продаж крупных партий кукурузного виски и в начале 1927 года арестовала Рэймонда Поррелло, проведя оперативный эксперимент. Он был признан виновным в нарушениях законов о спиртных напитках и угрозах сотруднику правоохранительных органов и приговорён к тюремному заключению. Джозеф Поррелло якобы пытался подкупить чиновников, чтобы добиться освобождения Рэймонда, но потерпел неудачу. Тогда он попросил Лонардо о помощи. «Большой Джо» согласился использовать своё политическое влияние, запросив за помощь 5000 долларов (100 000 долларов в долларах 2021 года). В итоге Лонардо либо не предпринял никаких действий, либо не смог добиться освобождения Рэймонда Поррелло.
Ситуацию усугубил длительный отъезд Лонардо. Тайно посетив Сицилию в апреле 1926 года, он через год вновь отправился на родину, но уже открыто, чтобы навестить свою мать, и провёл на острове пять месяцев. Пока «Большой Джо» был на Сицилии делами семьи руководил Джон Лонардо, у которого не было делового темперамента брата и его здравого смысла, что привело к возникновению вакуума лидерства в Банде Мэйфилд-роуд. Как только Джозеф Лонардо уехал на Сицилию, Поррелло начали продавать кукурузный сахар по цене 2,19 доллара за фунт, что намного меньше, чем 3,50 доллара который требовали за фунт сахара люди Лонардо. Тем временем, как выяснилось без «Большого Джо» влияние Лонардо на местных политиков и полицию сильно упало, а рейды правоохранительных органов на бутлегеров, лояльных Лонардо, значительно участились. Подчинённый Поррелло, Майк Чиапетта, начал быстро строить сеть домашних пивоварен, лояльную Поррелло. Всего через несколько недель после отъезда Лонардо Поррелло взяли под свой контроль более половины его бизнеса по производству кукурузного сахара и кукурузного виски.
Лонардо вернулся в Кливленд в августе 1927 года и сразу начал восстанавливать утраченные позиции. Он правильно предположил, что «Чёрный Сэм» Тодаро вступил в сговор с Поррелло, чтобы подорвать его бизнес и выгнал старого друга из Банды Мэйфилд-роуд. Затем Лонардо приказал Лоуренсу Лупо убить Тодаро якобы за жестокое обращение с евреем, работавшим на мафию. Никола Джентиле в своих воспоминаниях утверждал, что члены семьи Буффало Джозеф Биондо и Паолино Палмьери пытались убедить Лонардо отменить смертный приговор, но он отказался. В конце концов Джентиле сказал «Большому Джо», что, если Тодаро будет убит без уважительной причины, Джентиле покинет Кливленд и никогда не вернётся. Серьёзность заявления Джентиле произвела впечатление на Лонардо, который на следующий день отменил приказ об убийстве. Историк Рик Поррелло считает, что Тодаро повезло, что его не убили.
Тем временем, Тодаро открыто присоединился к Поррелло и быстро разбогател. Лонардо якобы был в ярости из-за неблагодарности «Чёрного Сэма». Однако «Большой Джо» не горел желанием начинать войну между бандами. Он несколько раз встречался с Поррелло, чтобы обсудить происходящее, якобы добиваясь слияния двух банд и их контрабандных операций.

### Убийства Йоркелла и Бронштейна

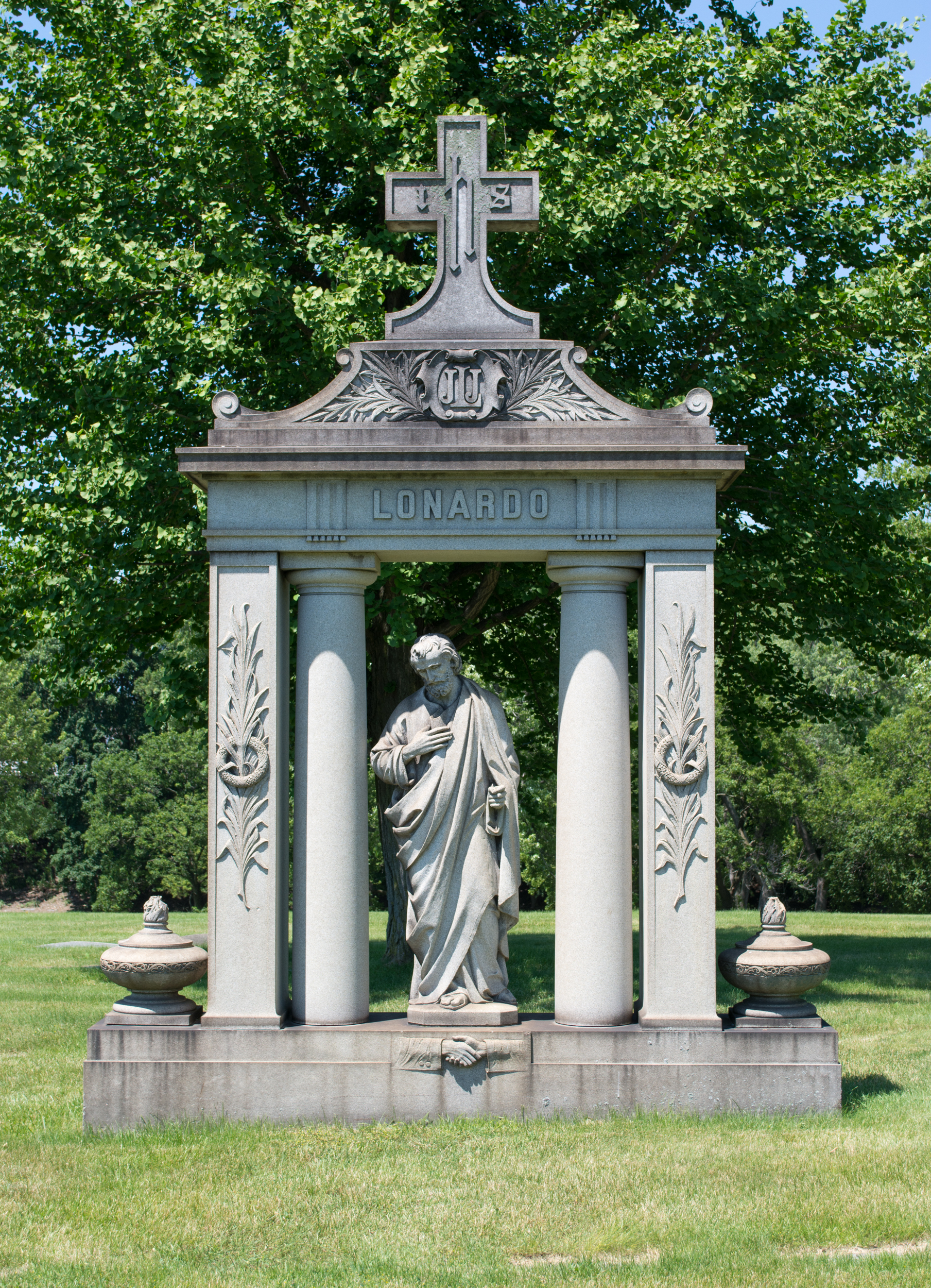
Семейный участок Лонардо на кладбище Голгофа в Кливленде (штат Огайо).

В сентябре 1927 года в Кливленд приехали Эрнест Дж. Йоркелл (около 30 лет) и Джек Браунштейн (около 25 лет). Йоркелл когда-то был цирковым силачом по прозвищу «Молодой Геракл», Браунштейн был мелким грабителем и вором, специализирующимся на драгоценностях. Как и где эти двое встретились и чем они занимались раньше вдвоём почти ничего не известно, за исключением того, что занимались шантажом в Буффало (Нью-Йорк) прежде чем переехать в Кливленд.
По прибытии в Кливленд Йоркелл и Браунштейн проводили время в местных игорных заведениях, спикизи и других местах, где велась преступная деятельность, собирая местные сплетни о богатых преступниках, а затем пытались их шантажировать. Они якобы никогда не просили много денег и никогда не шантажировали жертву дважды. 7 октября 1927 года Йоркелл и Браунштейн рассказали знакомым, что намерены получить с очень богатого местного криминального авторитета 5000 долларов (100 000 долларов в долларах 2021 года). Они не назвали имя своей предполагаемой жертвы, но местные газеты и историки полагают, что Йоркелл и Браунштейн хотели шантажировать Лонардо.
Изрешечённые пулями тела Йоркелла и Браунштейна были найдены рано утром 8 октября 1927 года на пересечении Восточного бульвара (ныне Мартин-Лютер-Кинга-Джуниор-Драйв) и бульвар Норт-Парк в Кливленд-Хайтс, менее чем в 800 метрах от дома Лонардо и в пределах видимости домов ряда местных миллионеров. Широко распространено мнение, что Лонардо заказал их смерть. Телохранители Лонардо Лоуренс Лупо и Чарльз Коллетти были арестованы по подозрению в причастности к убийствам Йоркелла и Браунштейн, но были освобождены в конце октября.

## Смерть

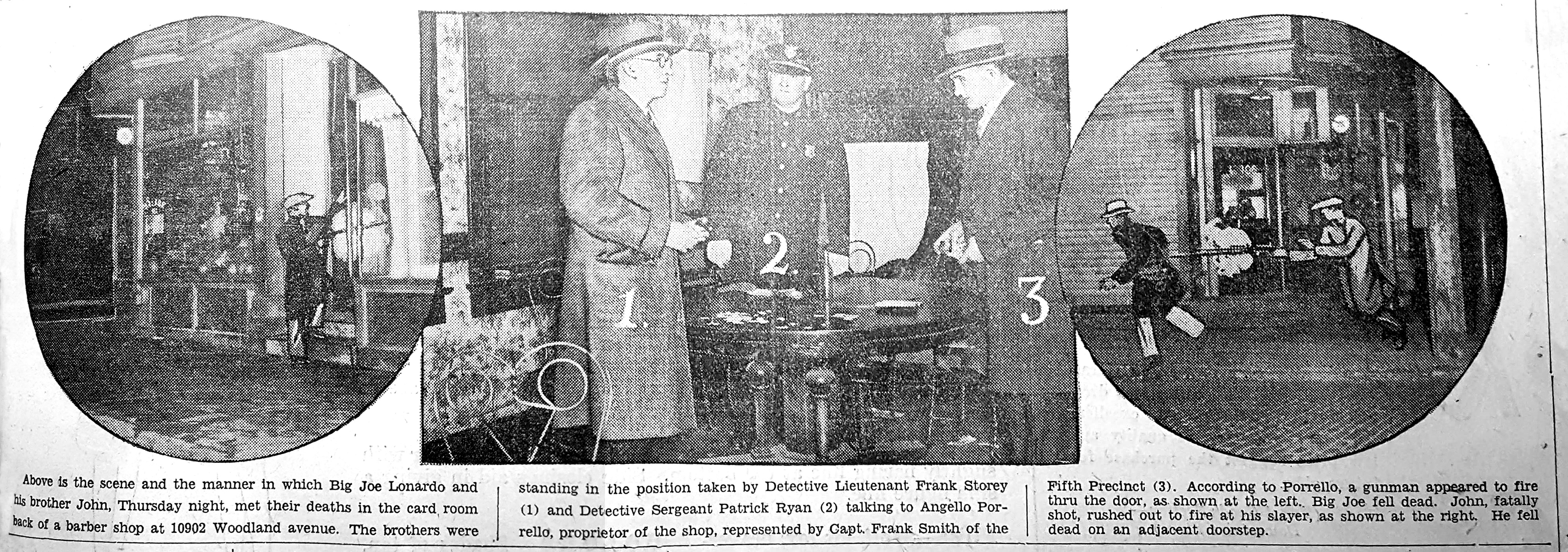
Фотографии и рисунки из газеты The Cleveland Press показывающие место и способ смерти Лонардо.

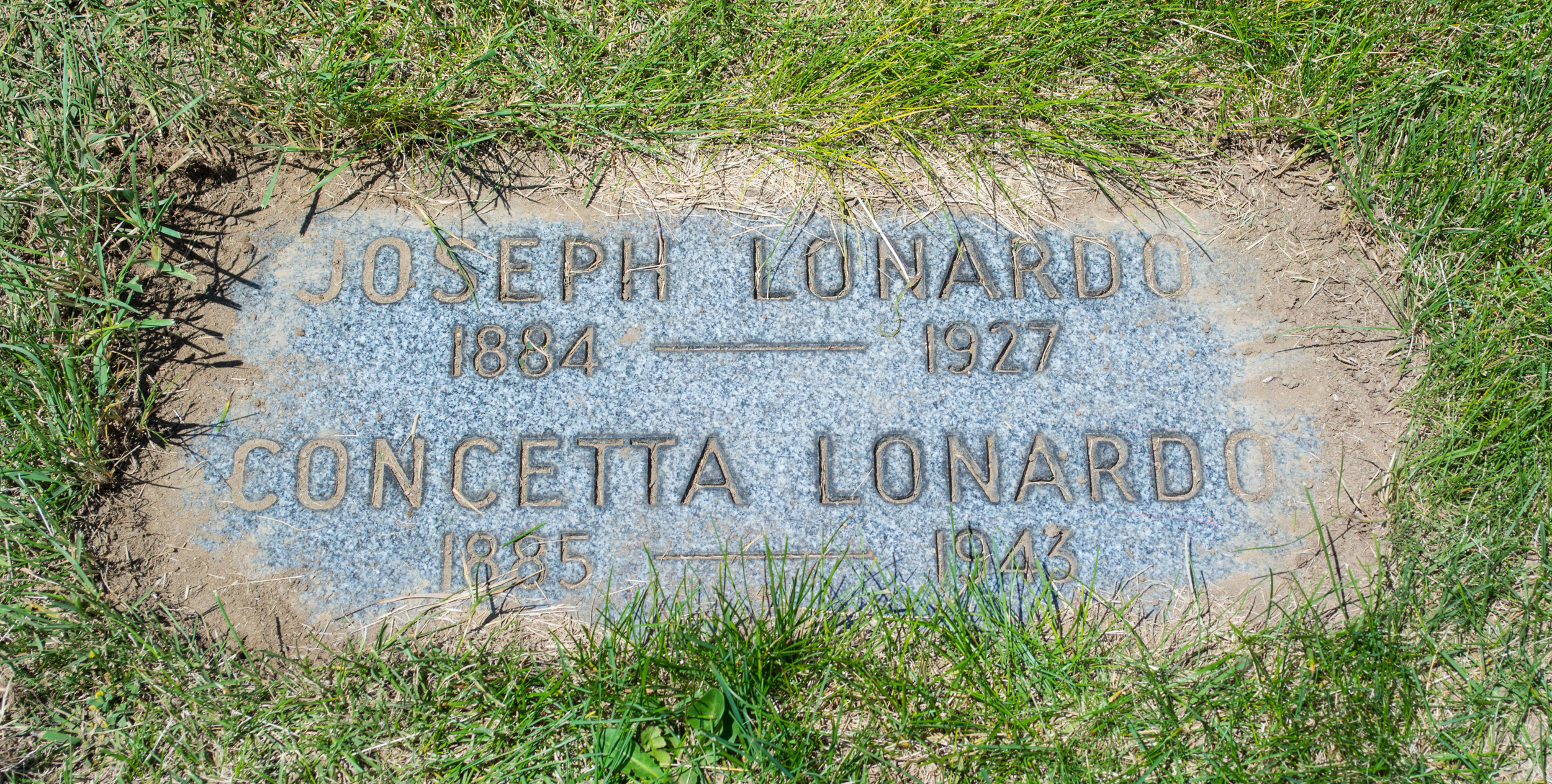
Надгробие Лонардо перед мемориалом на участке семьи Лонардо на кладбище Голгофы в Кливленде.

Ситуация обострилась когда в конфликт вмешался Джо Массерия. Он призвал Тодаро убить Лонардо и взять в свои руки контроль за преступным миром Кливленда, тем самым надеясь ослабить своего противника Сальваторе Д'Аквилу, чьим союзником являлся Большой Джо Есть основания предполагать, что Массерия также поощрял братьев Поррелло участвовать в заговоре против Лонардо.. Вероятно, после этого Тодаро и приказал убить Лонардо и, скорее всего, организовал встречу, на которой и был убит Большой Джо.
Лонардо подозревал, что его жизнь в опасности, в частности, Большой Джо написал завещание и носил его с собой. После возвращения с Сицилии он никогда не развлекался дома и редко выходил из дома по ночам. Его телохранители Лупо и Коллетти постоянно находились с ним в течение дня, когда он вёл свои дела, но Большой Джо был лишен их защиты после ареста по делу об убийстве Йоркелла и Браунштейна.
Ранним вечером 13 октября 1927 года кто-то позвонил Джозефу Лонардо и попросил его прийти в парикмахерскую Оттавио Поррелло на Вудленд-авеню. Звонивший так и не был идентифицирован, хотя, скорее всего, это был человек, которому Лонардо доверял. Большой Джо приехал в парикмахерскую без телохранителей (что было крайне необычно), в сопровождении одного лишь брата, Джона, около 20:15 и прошёл в заднюю комнату, которая использовалась для игры в карты. Через несколько минут двое мужчин вошли в комнату из парикмахерской} и открыли огонь. Анджело Поррелло, который также был в комнате, утверждал, что не знает этих людей и выжил, только спрятавшись под карточным столом. Джозеф Лонардо погиб на месте. Две пули вошли в его голову возле левого глаза, три попали в левое плечо и верхнюю часть левой руки, а ещё две пули попали в правый бок. Позже полиция сообщала, что одежда Большого Джо обгорела в результате выстрелов, что указывает на то, насколько близко к нему были убийцы.. Джон Лонардо успел вытащить из кармана пистолет 32-го калибра, но получив ранения в левую ногу и живот выронил оружие из-за шока..
Закончив стрелять, убийцы выбежали через парикмахерскую на Вудленд-авеню. Джон Лонардо последовал за ними. Один из стрелков остановился у мясной лавки Энтони Карузо и ударил Лонардо рукояткой пистолета между глаз. Джон потерял сознание и истёк кровью на тротуаре Энтони Карузо, единственный очевидец, который утверждал, что может точно опознать убийц, был застрелен ранним утром 5 декабря 1927 года в собственном гараже и умер через 36 часов..
Джозеф и Джон Лонардо были похоронены 18 октября 1927 года. На поминках в доме Джона Лонардо присутствовало несколько сотен скорбящих, многие из которых приехали из других городов. Процессия из примерно 500 автомобилей последовала за катафалком к католической церкви Святого Антония на Восточной 13-й улице и Карнеги-авеню. Джон и Джозеф Лонардо были похоронены в серебряных гробах на кладбище Голгофа (Calvary Cemetery) в Кливленде.

## После смерти
Смерть Джозефа Лонардо спровоцировала то, что пресса назвала «Войной кукурузного сахара» (англ. Corn Sugar War), во время которой обе стороны боролись за власть над семьёй и мстила за своих убитых, в результате которой погибли ещё один Лонардо и семь Поррелло. В 1927 году полиция считала, что смерть Большого Джо была лишь одним из пяти убийств, недавно совершённых в городе. Историки мафии Хант и Тона считают такое название конфликта неправильным, поскольку борьба за контроль над производством кукурузного сахара в Кливленде закончилась (а не началась) со смертью Лонардо.
Бывший телохранитель Большого Джо Лоуренс Лупо после смерти босса попытался захватить контроль над Бандой Мейфилд-роуд и всей империей кукурузного сахара и виски Лонардо, но был убит 31 мая 1928 года. Широко распространено мнение, что Сальваторе «Чёрный Сэм» Тодаро встал во главе преступных предприятий Лонардо, став вторым боссом кливлендской мафии, в частности, к такому выводу пришёл Постоянный подкомитет Сената США по расследованиям. Историки Хант и Тона считают, что Тодаро и Джозеф Поррелло совместно руководили семьёй после смерти Лонардо, но именно Тодаро заключил союз с Джо Массерией после убийства Лонардо. Также есть версия, что Джозеф Поррелло стал боссом только после смерти Тодаро. Рик Поррелло, внучатый племянник Джозефа Поррелло, утверждает, что Тодаро никогда не был боссом. По информации Дэвида Кричли Тодаро присоединился к фракции Поррелло. По версии Джо Гриффина и Дона Деневи Тодаро был младшим боссом при Джозефе Поррелло.
Тодаро был убит перед парикмахерской Оттавио Поррелло 11 июня 1929 года Анджело Лонардо, сыном Джозефа Лонардо, и одним из племянников Большого Джо. Новым боссом мафии Кливленда стал Джозеф Поррелло, но 5 июля 1930 года он тоже был убит.

## Личная жизнь
Лонардо получил прозвище «Большой Джо» потому что при росте 1,88 м и весе 140 кг он был выше и тяжелее почти всех своих сверстников. Большую часть своей взрослой жизни Лонардо страдал от неизвестной болезни правого глаза. В середине 1920-х годов он ездил в Бостон, чтобы сделать операцию на глазу, после чего выздоравливал на морском курорте Массачусетса. Операция в конечном итоге оказалась неэффективной, и к концу жизни Лонардо ослеп на правый глаз.
Гражданской женой Лонардо была Кончетта Парагоне, которая родилась в Ликате около 1888 года. У них было пятеро детей: Анджело (1911 г.р.), Антуанетта (1914 г.р.), Фрэнк (1917 г.р.), Доминик (1921 г.р.) и Хелен (также известна как Элла, род. около 1922 г.р.). Анджело «Большой Энж» Лонардо позже был младшим боссом семьи Кливленда с 1976 по 1983 год. Джозеф и Кончетта Лонардо расстались примерно в 1925 году.
8 сентября 1925 года Джозеф Лонардо женился на 29-летней Фанни Ланзоне Они сразу же начали жить вместе, но их отношения, по-видимому, длились недолго; к осени 1927 года Фанни жила в Сент-Луисе (штат Миссури).
В 1926 году находясь в Сицилии Джозеф Лонардо познакомился с Константиной Буллоне (также известна как Кончеттина Булоне). Хотя уж Буллоне была замужем (её муж эмигрировал в Нью-Йорк незадолго до приезда Лонардо на Сицилию) у них начался роман и Большой Джо убедил её уехать с ним в Соединённые Штаты. В Кливленде она поселилась в роскошно обставленной квартире, которую Лонардо снял от её имени. Муж Буллоне был убит после того, как Лонардо вернулся в США. Историк Рик Поррелло считает, что в его смерти виноват Большой Джо. В ноябре 1927 года ей было 24 года, когда власти США депортировали её обратно в Италию.

## Наследство Лонардо
Достигнув богатства, Лонардо стал хорошо известен как модник склонный к роскоши. Он носил дорогие сшитые на заказ костюмы, застёгивал манжеты запонками с бриллиантами, использовал инкрустированную бриллиантами булавку для галстука и носил несколько колец с бриллиантами. Примерно в 1925 году Лонардо поручил кливлендскому архитектору Дж. Л. Кэмерону спроектировать для него дом, строительство которого стоило от 70—75 тыс. долларов (более 1 млн долларов в ценах 2021 года).
Большую часть своего имущества Лонардо передал наследникам за несколько месяцев до своей смерти. Стоимость оставшегося имущества суд по наследственным делам оценил примерно в 2 млн долларов (31,2 млн долларов в ценаах 2021 года), большая часть по завещанию досталась Кончетте и детям.
Фанни Ланзоне как официальная, пусть и бывшая жена подала в суд, чтобы отменить завещание. Пока шёл судебный процесс, большую часть имущества была пол арестом, в результате чего Кончетта Лонардо оказалась в сложном финансовом положении, так что ей пришлось обратиться к Сальваторе Тодаро за помощью, чем воспользовался её сын Анджело, устроив засаду на «Чёрного Сэма». К марту 1930 года суд по наследственным делам разрешил иск в пользу Кончетты, но Фанни обжаловала решение суда. К весне 1930 года стоимость поместья упала до 149 000 долларов (2,4 млн долларов в ценах 2021 года), в основном из-за судебных издержек, понесённых Кончеттой Лонардо, вынужденной защищаться от обвинений в убийстве Сальваторе Тодаро, и её сыном Анджело, обвинённого в сокрытии оружия. Иск Фанни Ланзоне был окончательно отклонен Апелляционным судом шестого округа в 1932 году.

### Комментарии
1. ↑  Имя его отца иногда пишется как Анджело. Имя его матери также даётся как Антуанетта Ведда.
2. ↑  Восточная 38-я улица и Вудленд-авеню были известны как «район комиссионных домов» (commission house district). Именно здесь производители и поставщики мяса, цветов, фруктов, овощей и других товаров продавали свои товары посреднику, известному как «комиссионный дом», который, в свою очередь, перепродавал их розничным торговцам, получая за это комиссию.[12]
3. ↑  Другой источник говорит, что он провел в тюрьме всего год.[16]
4. ↑  Хотя контрабанда крепких спиртных напитков в страну тоже имела место, она стала более распространённой, чем самогоноварение и домашняя дистилляция, только после 1923 года.[27]
5. ↑  По оценкам властей Огайо, до принятия «сухого закона» в штате насчитывалось примерно 100 незаконных пивоваренных и дистилляционных предприятий, к маю 1921 года их было уже более 30 000. Большинство из них делали пиво; каждая четвёртая семья варила пиво дома в нарушение закона.[36]
6. ↑  До введения «сухого закона» в Кливленде было от 1000 до 1200 баров, почти все они были легальными, а домашнее производство спиртных напитков было незначительным. К 1923 году в городе насчитывалось более 10 000 предприятий по производству нелегального алкоголя, на которых было занято до 30 000 жителей Кливленда. Они снабжали спиртными напитками от 2500 до 3000 спикизи. Ещё 100 000 жителей Кливленда делали алкоголь дома, но не для продажи, а для себя и друзей.[38]
7. ↑  Тодаро поступил на работу к Лонардо водителем грузовика в 1923 году. Его быстро повысили до продавца, а затем до управляющего складом.[40]
8. ↑  В то время в Кливленде ходили слухи, что собственный капитал Лонардо составляет 1 миллион долларов (15 300 000 долларов в долларах 2021 года) и что у него есть деньги в десяти разных местных банках.[44]
9. ↑  Перекрёсток Вудленд-авеню и Восточной 25-й улицы пресса называла «Кровавый угол», так много трупов там оставляла Банда Мэйфилд-роуд в назидание остальным.[12]
10. ↑  Помимо Банды Мэйфилд-роуд в кливлендской Маленькой Италии действовали и другие банды, в том числе, братья Поррелло и Коллинвудская банда.[49]
11. ↑  В 1920 году Лонардо и Джентиле вместе налаживали перевозки контрабандного спиртного в Кливленд[51]; позднее Джентиле пытался убедить Лонардо поддержать создание национальной комиссию боссов для разрешения споров между семьями, но «Большой Джо» отказался поддержать инициативу.[52]
12. ↑  Формально Лонардо был главой только сицилийской мафии в Кливленде, а не мафиозных организаций созданных выходцами из других регионов, таких как Флоренция, Милан, Неаполь, Рим или Венеция.[15] Но все эти другие итальянские организованные преступные группы либо не присутствовали в Кливленде, либо полностью подчинялись сицилийской мафии.
13. ↑  Конфликт закончился почти через год после смерти Лонардо, когда Д'Аквила был застрелен в Нью-Йорке 10 октября 1928 года.[58]
14. ↑  Рик Поррелло, потомок Джозефа Поррелло и историк кливлендской мафии, говорит, что братья Лонардо и Поррелло регулярно вместе играли в карты. Сын и двоюродный брат Лонардо участвовали в свадьбе Поррелло, а Джон Лонардо был шафером на свадьбе Рэймонда Поррелло.[48]
15. ↑  Этим человеком мог быть Чарльз «Чак» Полицци, еврей и приёмный младший брат члена Банды Мэйфилд-роуд Альфреда Полицци. Чак Полицци регулярно работал с Элом Полицци и Лоуренсом Лупо.[68] Никола Джентиле, однако, указывает, что этот человек был бутлегером низкого ранга, возможно, управляющим.[69]
16. ↑  Эта мафиозная организация, известная в то время как семья Магаддино, традиционно поддерживала Лонардо.[70]
17. ↑  Возможно Джентиле имеет в виду Анджело Палмьери, босса мафии Буффало с 1908 по 1916 год и консильери с 1916 года до своей смерти в 1932 году.[71]
18. ↑  По другим сведениям шантажисты намеревались запросить 2000 долларов.[77]
19. ↑  Анджело Поррелло сообщил полиции, что стрельба началась сразу после того, как он пожал руку Лонардо.[83] Другой источник рассказал, что выстрелы раздались в 20:20.[16] Наконец, третьий источник, опубликованный через 16 лет после убийства, указывает время стрельбы в 20:30.[47]
20. ↑  В комнату вели две двери: одна из парикмахерской, а другая со двора. Оба выхода охранялись людьми Поррелло.[82] Анджело Поррелло сообщил полиции, что убийцы вошли из парикмахерской[82], в то время как историк Рик Поррелло утверждает, что они вошли со двора.[7]
21. ↑  Стоимость этого имущества так и не была установлен.